# Maria Teotónia de Ornelas
Maria Teotónia de Ornelas (Terra Chã, 29 de Fevereiro de 1864 — Angra do Heroísmo, 3 de abril de 1907), foi uma erudita e docente, natural da ilha Terceira, onde foi professora complementar de 2.ª classe.